# Saleh El-Sharabaty
Saleh Salah El-Sharabaty (in arabo صالح صلاح الشرباتي‎?; Zarqua, 12 settembre 1998) è un taekwondoka giordano, vincitore della medaglia d'argento ai Giochi olimpici estivi di Tokyo 2020 negli 80 kg e campione asiatico a Beirut 2021 nella stessa categoria.

## Palamarès
- Giochi olimpici

Tokyo 2020: argento negli 80 kg;
- Giochi asiatici

Giacarta e Palembang 2018: bronzo nei -80 kg;
- Campionati asiatici

Manila 2016: bronzo nei -80 kg;
Ho Chi Minh 2018: argento nei -80 kg;
Beirut 2021: oro nei -80 kg;